# Svatá Luitgarda
Svatá Luitgarda či Lutgardis, Lutgarda ap. (1182 Tongeren – 1246 opatství Aywiers poblíž Waterloo) byla vlámská řeholnice a představitelka mystiky 13. století, uctívaná jako světice. Její svátek se slaví 16. června.

## Život
Pocházela z bohaté měšťanské rodiny, která ji ve 12 letech usadila do místního benediktinského kláštera. Hlavní změna v jejím životě nastala kolem jejího sedmnáctého roku. Měla vidění Krista, který jí ukazoval svou ránu v boku. Později prožila další mystická vidění, extáze a také stigmata (jako v té době i stejně starý František z Assisi). Odmítla stát se abatyší a odešla do přísnějšího cisterciáckého kláštera Aywiers, kde se ve frankofonním prostředí rodnou vlámštinou nedomluvila. Oslepla a posledních dvanáct let strávila v mlčení a pokoře.

### Mystická vidění
V jednom vidění si od Ježíše přála rozumět více latinsky, aby lépe chápala slovo Boží. Brzy však Krista požádala, zda by dar nemohla vyměnit za jiný. Přála si jeho srdce. Ježíš vyňal její srdce, vložil místo něj svoje a její vložil do své hrudi. Vidění bývá považováno za první středověké zjevení Nejsvětějšího srdce Páně.
V jiném zjevení se Ježíš sehnul z Kříže a jednou rukou jí přitiskl ústa ke své ráně v boku. Pila z ní mocnou blaženost, která ji pak posilňovala ve službě Bohu.

## Kult

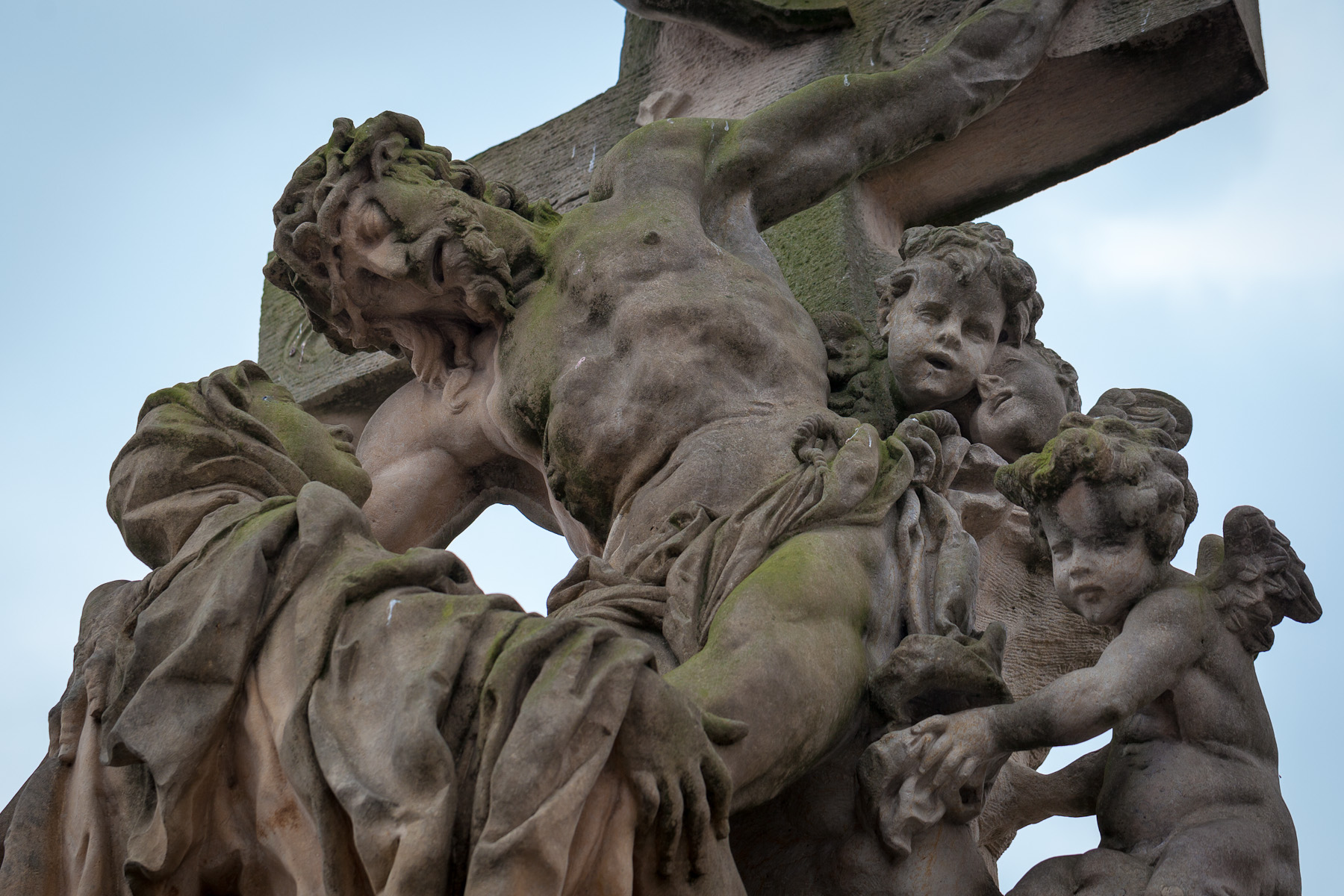
M. B. Braun: Vidění sv. Luitgardy, socha na Karlově mostě (kopie, detail)

Zázračný Život Luitgardy r. 1270 sepsal dominikán Tomáš z Cantimpré, teolog a hagiograf, mladší současník, který se s ní osobně setkal. Z českého prostředí je známá především Braunovým sousoším na Karlově mostě objednaným plaským opatem Evženem Tyttlem.